# Fredrik Lööf
Max Emil Fredrik Lööf (Kristinehamn, 13 de dezembro de 1969) é um velejador sueco, campeão olímpico.

## Carreira
Fredrik Lööf representou seu país nos Jogos Olímpicos de 1992, 1996, 2000, 2004, 2008 e 2012, na qual conquistou a medalha de ouro nas classe Star em 2012. 